# Katun Reževići
Pour les articles homonymes, voir Katun.
Katun Reževići (en serbe cyrillique : Катун Режевићи) est un village du sud du Monténégro, dans la municipalité de Budva.

## Démographie

### Évolution historique de la population
| 1948 | 1953 | 1961 | 1971 | 1981 | 1991 | 2003 |
| ---- | ---- | ---- | ---- | ---- | ---- | ---- |
| 43   | 60   | 38   | 64   | 46   | 57   | 45   |